# Água Branca
Água Branca este un oraș în statul Alagoas (AL) din Brazilia.